# 邁沃島
邁沃島（Maewo）是太平洋島國瓦努阿圖的島嶼，由彭納馬省負責管轄，位於聖靈島以東105公里，該島長47公里、寬6公里，面積269平方公里，最高點海拔高度795米，每年平均降雨量超過2,500毫米，2009人口3,569。
15°10′S 168°10′E / 15.167°S 168.167°E